# 埃梅尔希库尔
埃梅尔希库尔（法語：Émerchicourt，法語發音：[emɛʁʃikuʁ]）是法国上法兰西大区北部省的一个市镇，位于该省中部偏东，属于瓦朗谢讷区。

## 地理
埃梅尔希库尔（50°18'47"N, 3°15'13"E）面积5.11 平方千米，位于法国上法蘭西大區北部省，该省份为法国最北部的省份及最长的省份，西北濒北海，西接加来海峡省，南至埃纳省和索姆省，东与比利时接壤。
与埃梅尔希库尔接壤的市镇（或旧市镇、城区）包括：阿尼什、阿布斯孔、欧贝尔希库尔、马尔康奥斯特雷旺、马凯特昂奥斯特雷旺、马斯坦、蒙什库尔。

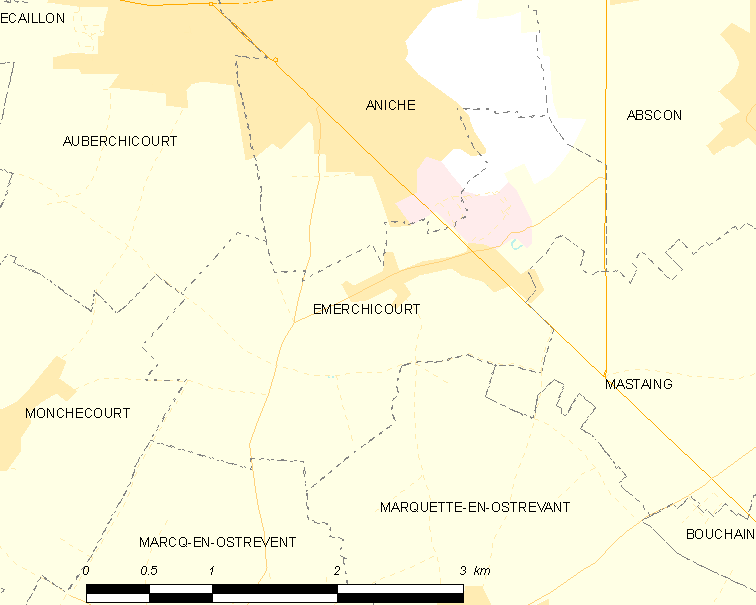
埃梅尔希库尔的OSM定位图

埃梅尔希库尔的时区为UTC+01:00、UTC+02:00（夏令时）。

## 行政
埃梅尔希库尔的邮政编码为59580，INSEE市镇编码为59192。

## 政治
埃梅尔希库尔所属的省级选区为德南县。

## 人口

1962-2008年间埃梅尔希库尔人口变化图示

埃梅尔希库尔于2022年1月1日时的人口数量为813人。